# 鬣狗属
鬣狗属（学名：Hyaena）是鬣狗科下的一属，现存2种，即缟鬣狗（H. hyaena）和棕鬣狗（H. brunnea）。其中棕鬣狗有时也被单独划为棕鬣狗属（Parahyaena）。